# 國道47號 (印度)

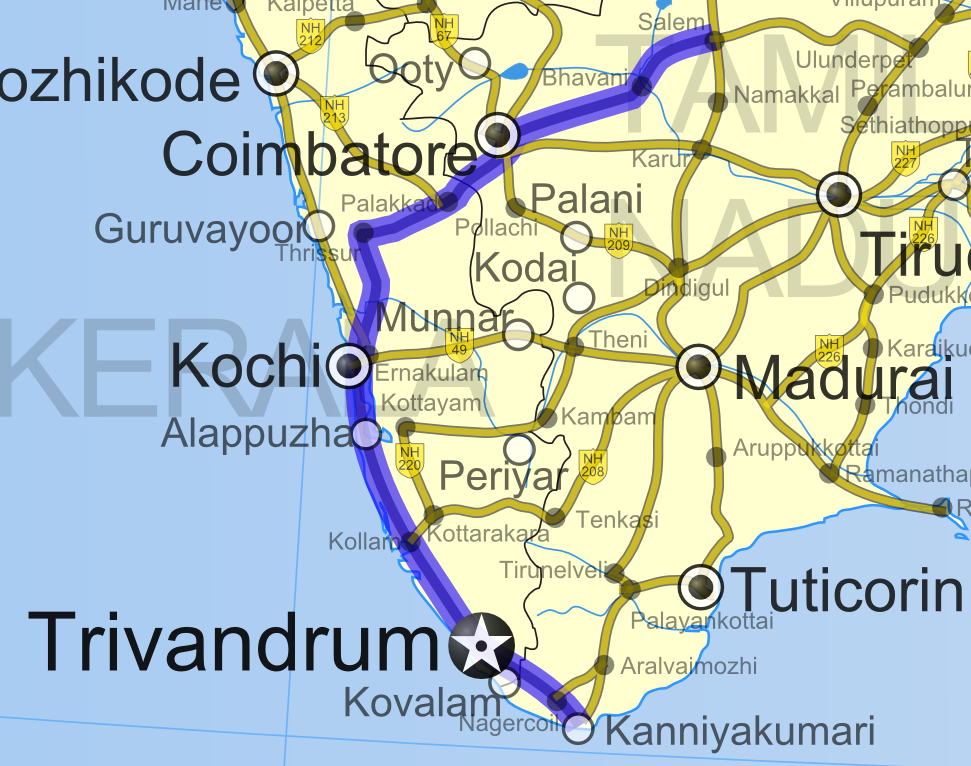
國道47號路線示意圖

國道47號（英語：National Highway 47，簡稱NH47）是一條橫跨印度喀拉拉邦和泰米爾納德邦的一條國家級公路，東起泰米爾納德邦塞勒姆，向西經蒂魯布爾、哥印拜陀，越過西高止山，在德里久爾轉向南，沿印度馬拉巴海岸而行，再經過柯枝、特里凡得琅，至科摩林角止。全長650公里。
其中塞勒姆至柯枝路段是南北走廊的一部分。